# Centro Internacional de Convenciones de Jerusalén

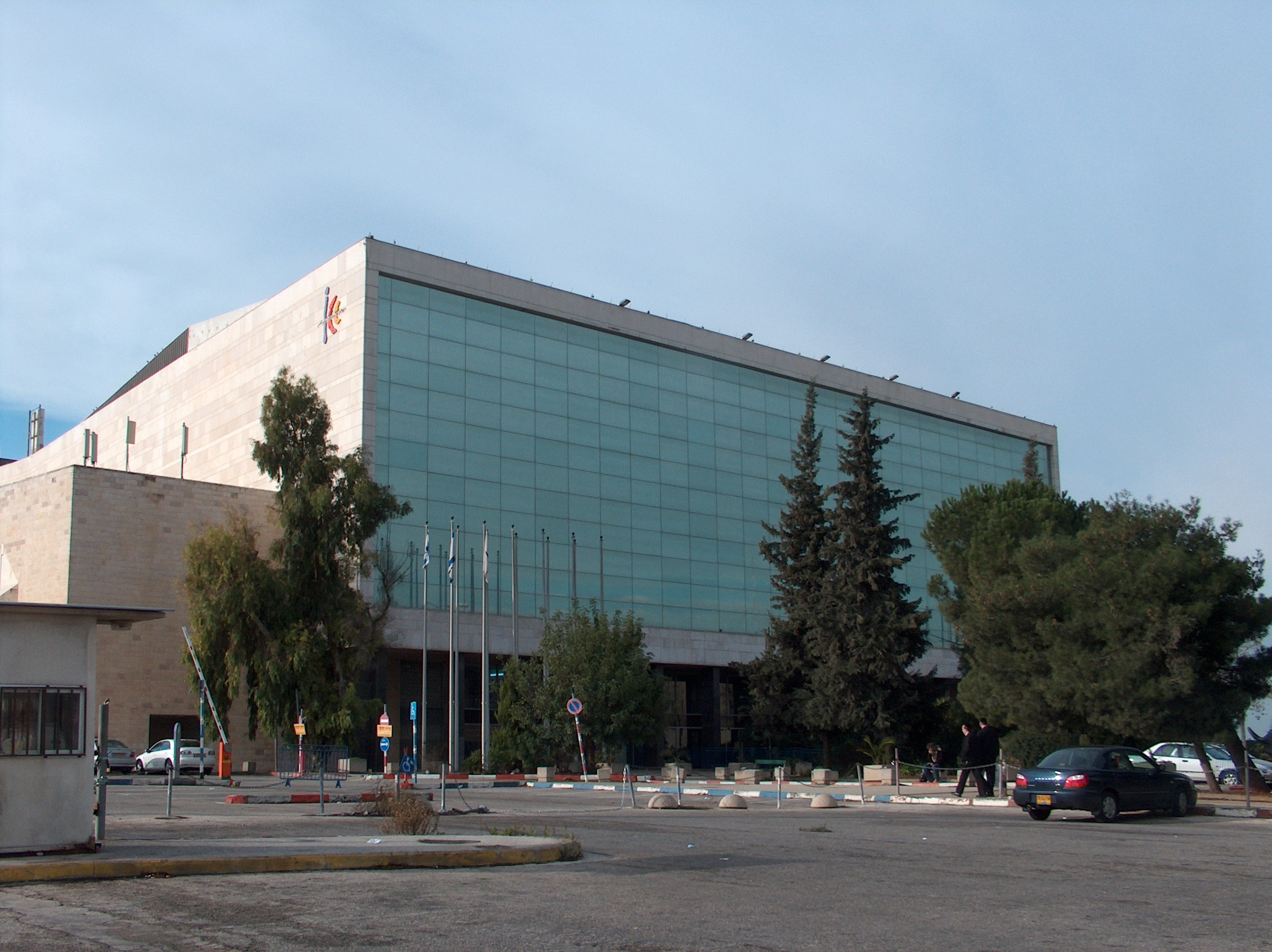
Centro Internacional de Convenciones.

El Centro Internacional de Convenciones (en hebreo: מרכז הקונגרסים הבינלאומי‎, Merkaz HaKongresim HaBeinLeumi), conocido popularmente como Binyaney Ha'ouma (en hebreo: בנייני האומה‎, literalmente Edificios de la nación), es una sala de conciertos y centro de convenciones que se encuentra en el barrio de Guivat Ram, en Jerusalén, Israel. Es el mayor centro de convenciones de Oriente Próximo.

## Historia

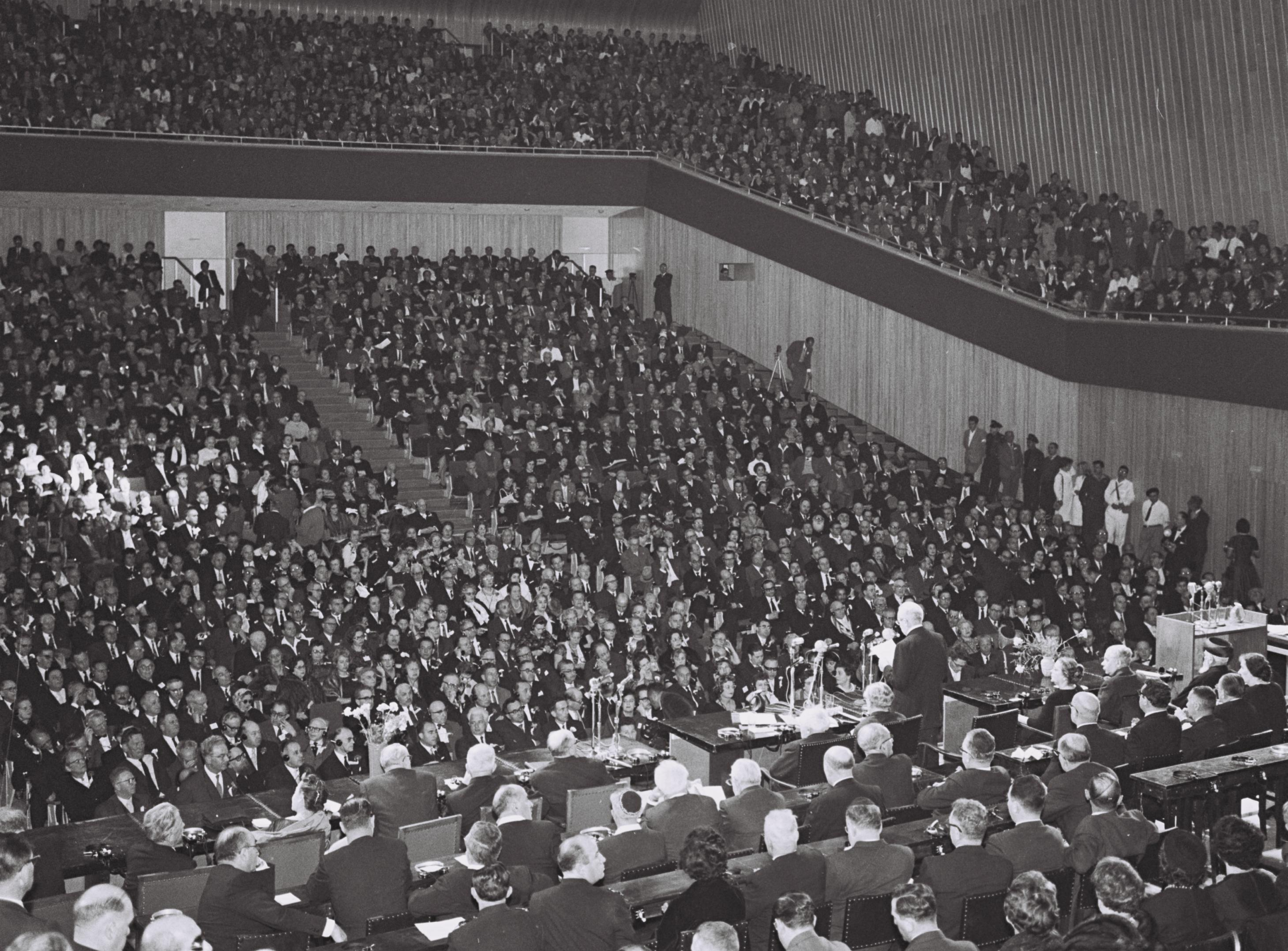
25º Congreso Sionista, 1960.

Binyaney Ha'ouma fue planificado por el arquitecto Zeev Rechter, quién ganó el concurso de diseño en 1949. El complejo se construyó entre 1950 y 1963, aunque comenzó su actividad en 1956 con una reunión de la Organización Sionista Mundial. El período de crisis económica vivida en Israel durante su primera década como estado independiente supuso retrasos en la construcción debido a la falta de fondos. El diseño de Rechter era una estructura sólida con fachada en piedra de Jerusalén.  En lugar de un relieve monumental de los artistas Joseph Zaritsky y Yitzhak Danziger como se planificó originalmente, la fachada se cubrió con paneles de cristal de color azur.

## Capacidad
Localizado en frente de la Estación Central de Autobuses de Jerusalén en la entrada oeste de la ciudad, el centro cuenta con 27 salas con capacidad de reunir a 10.000 personas, y es miembro del AIPC y del ICCA (Asociación Internacional de Congresos y Convenciones) cumpliendo sus estándares internacionales. La sala más grande, el auditorio Menahem Ussishkin, tiene un aforo de 3.104 espectadores. En total, 12.000 metros cuadrados de espacio de exposición se extienden en dos pisos y diez áreas de muestra.

## Funciones
Binyaney Ha'ouma es sede de la Orquesta Filarmónica de Israel. El complejo ha albergado numerosos eventos internacionales, entre ellos el Festival de la Canción de Eurovisión 1979, el Festival de la Canción de Eurovisión 1999 y la Feria Internacional del Libro de Jerusalén. El juicio a John Demjanjuk se celebró aquí.